# 朱祐檳
朱 祐檳（しゅ ゆうひん、成化15年1月4日（1479年1月27日） - 嘉靖18年8月24日（1539年10月5日））は、明の皇族。第9代皇帝成化帝の六男。第10代皇帝弘治帝の弟。母は徳妃張氏。

## 生涯
父の成化帝の寵妃である万貴妃による粛清を逃れて生き延びた息子である。1487年（成化23年）に益王に封じられた。1495年（弘治8年）に正式に封地の建昌府南城県に赴く。質素な生活を好み、何度も同じ衣服を着たりした。国政でも有能な人材の招聘を好んだという。
1539年（嘉靖18年）に死去。享年61。